# Corée du Sud aux Jeux olympiques d'hiver de 2022
La Corée du Sud participe aux Jeux olympiques d'hiver de 2022, Pékin en Chine du 4 au 20 février 2022. Il s'agit de sa dix-neuvième participation à des Jeux d'hiver.

## Athlètes engagés
Aux Jeux olympiques d'hiver de 2022, les athlètes de l'équipe de Corée du Sud participent aux épreuves suivantes : 
| Sport               | Hommes | Femmes | Total |
| ------------------- | ------ | ------ | ----- |
| Biathlon            | 1      | 2      | 3     |
| Bobsleigh           | 8      | 1      | 9     |
| Combiné nordique    | 1      | -      | 1     |
| Curling             | 0      | 5      | 5     |
| Luge                | 3      | 1      | 4     |
| Patinage artistique | 2      | 2      | 4     |
| Patinage de vitesse | 6      | 4      | 10    |
| Short-track         | 5      | 5      | 10    |
| Skeleton            | 2      | 1      | 3     |
| Ski acrobatique     | 1      | 2      | 3     |
| Ski alpin           | 1      | 2      | 3     |
| Ski de fond         | 2      | 3      | 5     |
| Snowboard           | 2      | 2      | 4     |
| Total               | 34     | 30     | 64    |

## Médaillés
| Sport       | Discipline     | Athlète(s)     | Performance    | Date       |
| ----------- | -------------- | -------------- | -------------- | ---------- |
| Short-track | 1 500 m hommes | Hwang Dae-heon | 2 min 9 s 219  | 11 février |
| Short-track | 1 500 m femmes | Choi Min-jeong | 2 min 17 s 789 | 16 février |

| Sport               | Discipline        | Athlète(s)                                                            | Performance    | Date       |
| ------------------- | ----------------- | --------------------------------------------------------------------- | -------------- | ---------- |
| Patinage de vitesse | 500 m hommes      | Cha Min-kyu                                                           | 34 s 39        | 12 février |
| Patinage de vitesse | Mass start hommes | Chung Jae-won                                                         | 40 points      | 19 février |
| Short-track         | 1 000 m femmes    | Choi Min-jeong                                                        | 1 min 28 s 443 | 11 février |
| Short-track         | Relais femmes     | Choi Min-jeong Kim Alang Kim Ye-jin Seo Whi-min                       | 4 min 3 s 627  | 13 février |
| Short-track         | Relais hommes     | Lee June-seo Kim Dong-wook Hwang Dae-heon Kwak Yoon-gy Park Jang-hyuk | 6 min 41 s 679 | 16 février |

| Sport               | Discipline        | Athlète(s)     | Performance   | Date       |
| ------------------- | ----------------- | -------------- | ------------- | ---------- |
| Patinage de vitesse | 1 500 m hommes    | Kim Min-seok   | 1 min 44 s 25 | 8 février  |
| Patinage de vitesse | Mass start hommes | Lee Seung-hoon | 20 points     | 19 février |

| Sport               |   |   |   | Total |
| ------------------- | - | - | - | ----- |
| Patinage de vitesse | 0 | 2 | 2 | 4     |
| Short-track         | 2 | 3 | 0 | 5     |
| Total               | 2 | 5 | 2 | 9     |

| Jour       |   |   |   | Total |
| ---------- | - | - | - | ----- |
| 8 février  | 0 | 0 | 1 | 1     |
| 9 février  | 1 | 0 | 0 | 1     |
| 11 février | 0 | 1 | 0 | 1     |
| 12 février | 0 | 1 | 0 | 1     |
| 13 février | 0 | 1 | 0 | 1     |
| 15 février | 0 | 1 | 0 | 1     |
| 16 février | 1 | 0 | 0 | 1     |
| 19 février | 0 | 1 | 1 | 2     |
| Total      | 2 | 5 | 2 | 9     |

| Sexe   |   |   |   | Total |
| ------ | - | - | - | ----- |
| Femmes | 1 | 2 | 0 | 3     |
| Hommes | 1 | 3 | 2 | 6     |
| Total  | 2 | 5 | 2 | 9     |

| Athlète        | Sport       |   |   |   | Total |
| -------------- | ----------- | - | - | - | ----- |
| Choi Min-jeong | Short-track | 1 | 2 | 0 | 3     |
| Hwang Dae-heon | Short-track | 1 | 1 | 0 | 2     |

## Résultats

### Biathlon
| Athlète         | Épreuve    | Temps         | Pénalité    | Rang |
| --------------- | ---------- | ------------- | ----------- | ---- |
| Timofey Lapshin | Individuel | 57 min 13 s   | 5 (1+1+2+1) | 76e  |
| Timofey Lapshin | Sprint     | 27 min 30 s 8 | 2 (1+1)     | 82e  |

| Athlète              | Épreuve       | Temps             | Pénalité          | Rang              |
| -------------------- | ------------- | ----------------- | ----------------- | ----------------- |
| Kim Seon-su          | Individuel    | 56 min 37 s 5     | 6 (3+0+3+0)       | 84e               |
| Ekaterina Avvakumova | Individuel    | 52 min 31 s 4     | 6 (3+0+2+1)       | 73e               |
| Ekaterina Avvakumova | Poursuite     | A concédé un tour | A concédé un tour | A concédé un tour |
| Ekaterina Avvakumova | Sprint        | 23 min 19 s 4     | 2 (2+0)           | 49e               |
| Kim Seon-su          | 25 min 18 s 2 | 1 (1+0)           | 83e               |                   |

### Bobsleigh
| Athlètes                                                | Épreuve      | Course 1     | Course 1 | Course 2     | Course 2 | Course 3     | Course 3 | Course 4     | Course 4 | Total         | Total |
| Athlètes                                                | Épreuve      | Temps        | Rang     | Temps        | Rang     | Temps        | Rang     | Temps        | Rang     | Temps         | Rang  |
| ------------------------------------------------------- | ------------ | ------------ | -------- | ------------ | -------- | ------------ | -------- | ------------ | -------- | ------------- | ----- |
| Suk Young-jin Kim Hyeong-geun                           | Bob à deux   | 1 min 0 s 28 | 23e      | 1 min 0 s 46 | 22e      | 1 min 0 s 52 | 24e      | Éliminés     | Éliminés | 3 min 1 s 26  | 24e   |
| Won Yun-jong Kim Jin-su                                 | Bob à deux   | 59 s 89      | 14e      | 1 min 0 s 28 | 17e      | 1 min 0 s 10 | 14e      | 1 min 0 s 97 | 20e      | 4 min 1 s 24  | 19e   |
| Jang Ki-kun Jung Hyun-woo Kim Dong-hyun Kim Hyeong-geun | Bob à quatre | 59 s 74      | 25e      | 1 min 0 s 31 | 26e      | 59 s 91      | 25e      | Éliminés     | Éliminés | 2 min 59 s 96 | 25e   |
| Kim Jin-su Kim Tae-yang Suk Young-jin Won Yun-jong      | Bob à quatre | 59 s 45      | 19e      | 59 s 60      | 16e      | 59 s 38      | 16e      | 59 s 59      | 15e      | 3 min 58 s 02 | 18e   |

| Athlètes    | Épreuve | Course 1     | Course 1 | Course 2     | Course 2 | Course 3     | Course 3 | Course 4     | Course 4 | Total         | Total |
| Athlètes    | Épreuve | Temps        | Rang     | Temps        | Rang     | Temps        | Rang     | Temps        | Rang     | Temps         | Rang  |
| ----------- | ------- | ------------ | -------- | ------------ | -------- | ------------ | -------- | ------------ | -------- | ------------- | ----- |
| Kim Yoo-ran | Monobob | 1 min 6 s 68 | 20e      | 1 min 7 s 02 | 18e      | 1 min 6 s 41 | 14e      | 1 min 6 s 41 | 13e      | 4 min 26 s 52 | 18e   |

### Combiné nordique
| Athlète    | Épreuve          | Saut à ski | Saut à ski | Saut à ski | Ski de fond   | Ski de fond | Total         | Total |
| Athlète    | Épreuve          | Distance   | Points     | Rang       | Temps         | Rang        | Temps         | Rang  |
| ---------- | ---------------- | ---------- | ---------- | ---------- | ------------- | ----------- | ------------- | ----- |
| Park Je-un | Tremplin normal, | 107,0 m    | 67,9       | 39e        | 30 min 8 s 5  | 47e         | 34 min 56 s 5 | 44e   |
| Park Je-un | Grand tremplin,  | 90,0 m     | 82,3       | 36e        | 29 min 11 s 3 | 43e         | 32 min 34 s 3 | 42e   |

### Curling
| Équipe                                                            | Premier tour        | Premier tour                 | Premier tour     | Premier tour      | Premier tour           | Premier tour        | Premier tour       | Premier tour          | Premier tour      | Premier tour | Demi-finale      | Finale / MB      | Finale / MB |
| Équipe                                                            | Adversaire Score    | Adversaire Score             | Adversaire Score | Adversaire Score  | Adversaire Score       | Adversaire Score    | Adversaire Score   | Adversaire Score      | Adversaire Score  | Rang         | Adversaire Score | Adversaire Score | Rang        |
| ----------------------------------------------------------------- | ------------------- | ---------------------------- | ---------------- | ----------------- | ---------------------- | ------------------- | ------------------ | --------------------- | ----------------- | ------------ | ---------------- | ---------------- | ----------- |
| Kim Eun-jung Kim Kyeong-ae Kim Cho-hi Kim Seon-yeong Kim Yeong-mi | Canada Défaite 7-12 | Grande-Bretagne Victoire 9-7 | ROC Victoire 9-5 | Chine Défaite 5-6 | États-Unis Défaite 6-8 | Japon Victoire 10-5 | Suisse Défaite 4-8 | Danemark Victoire 8-7 | Suède Défaite 4-8 | 8e           | Éliminées        | Éliminées        | Éliminées   |

### Luge
| Athlètes                                               | Épreuve          | Course 1      | Course 1 | Course 2      | Course 2 | Course 3      | Course 3    | Course 4      | Course 4    | Total          | Total |
| Athlètes                                               | Épreuve          | Temps         | Rang     | Temps         | Rang     | Temps         | Rang        | Temps         | Rang        | Temps          | Rang  |
| ------------------------------------------------------ | ---------------- | ------------- | -------- | ------------- | -------- | ------------- | ----------- | ------------- | ----------- | -------------- | ----- |
| Aileen Frisch                                          | Monoplace femmes | 59 s 776      | 23e      | 59 s 642      | 20e      | 59 s 055      | 18e         | 1 min 1 s 811 | 19e         | 4 min 0 s 284  | 19e   |
| Lim Nam-kyu                                            | Monoplace hommes | 1 min 2 s 438 | 34e      | 59 s 794      | 30e      | 59 s 538      | 28e         | Éliminé       | Éliminé     | 3 min 1 s 770  | 33e   |
| Cho Jung-myung Park Jin-yong                           | Biplace (hommes) | 59 s 361      | 10e      | 59 s 366      | 12e      | Non disputé   | Non disputé | Non disputé   | Non disputé | 1 min 58 s 727 | 12e   |
| Aileen Frisch Lim Nam-kyu Park Jin-yong Cho Jung-myung | Relais mixte     | 1 min 2 s 682 | 14e      | 1 min 5 s 265 | 14e      | 1 min 3 s 291 | 8e          | Non disputé   | Non disputé | 3 min 11 s 238 | 13e   |

### Patinage artistique
| Athlète       | Épreuve           | Programme court Danse originale | Programme court Danse originale | Programme libre Danse libre | Programme libre Danse libre | Total   | Total   |
| Athlète       | Épreuve           | Points                          | Rang                            | Points                      | Rang                        | Points  | Rang    |
| ------------- | ----------------- | ------------------------------- | ------------------------------- | --------------------------- | --------------------------- | ------- | ------- |
| Cha Jun-hwan  | Individuel hommes | 99,51                           | 4e                              | 182,87                      | 7e                          | 282,38  | 5e      |
| Lee Si-hyeong | Individuel hommes | 65,69                           | 27e                             | Éliminé                     | Éliminé                     | Éliminé | Éliminé |
| Kim Ye-lim    | Individuel femmes | 67,78                           | 9e                              | 134,85                      | 11e                         | 202,63  | 9e      |
| You Young     | Individuel femmes | 70,34                           | 6e                              | 142,75                      | 4e                          | 213,09  | 6e      |

### Patinage de vitesse
| Athlète          | Épreuve      | Course        | Course                              |
| Athlète          | Épreuve      | Temps         | Rang                                |
| ---------------- | ------------ | ------------- | ----------------------------------- |
| Cha Min-kyu      | 500 mètres   | 34 s 39       | Médaille d'argent, Jeux olympiques  |
| Kim Jun-ho       | 500 mètres   | 34 s 54       | 6e                                  |
| Cha Min-kyu      | 1 000 mètres | 1 min 9 s 69  | 18e                                 |
| Kim Min-seok     | 1 000 mètres | 1 min 10 s 08 | 24e                                 |
| Kim Min-seok     | 1 500 mètres | 1 min 44 s 24 | Médaille de bronze, Jeux olympiques |
| Park Seong-hyeon | 1 500 mètres | 1 min 47 s 59 | 21e                                 |

| Athlète       | Épreuve      | Course        | Course |
| Athlète       | Épreuve      | Temps         | Rang   |
| ------------- | ------------ | ------------- | ------ |
| Kim Min-sun   | 500 mètres   | 37 s 60       | 7e     |
| Kim Min-sun   | 1 000 mètres | 1 min 16 s 49 | 16e    |
| Kim Hyun-yung | 1 000 mètres | 1 min 17 s 50 | 25e    |
| Park Ji-woo   | 1 000 mètres | 1 min 19 s 39 | 30e    |

| Athlète        | Épreuve | Demi-finale | Demi-finale   | Demi-finale | Finale   | Finale        | Finale                              |
| Athlète        | Épreuve | Points      | Temps         | Rang        | Points   | Temps         | Rang                                |
| -------------- | ------- | ----------- | ------------- | ----------- | -------- | ------------- | ----------------------------------- |
| Chung Jae-won  | Hommes  | 12          | 7 min 56 s 76 | 4e          | 40       | 7 min 47 s 18 | Médaille d'argent, Jeux olympiques  |
| Lee Seung-hoon | Hommes  | 40          | 7 min 43 s 63 | 2e          | 20       | 7 min 47 s 20 | Médaille de bronze, Jeux olympiques |
| Kim Bo-reum    | Femmes  | 40          | 8 min 34 s 23 | 2e          | 6        | 8 min 16 s 81 | 5e                                  |
| Park Ji-woo    | Femmes  | 0           | 8 min 53 s 64 | 13e         | Éliminée | Éliminée      | 26e                                 |

| Athlète                                   | Épreuve | Quart de finale               | Quart de finale | Demi-finale      | Demi-finale   | Finale                                | Finale |
| Athlète                                   | Épreuve | Adversaire Temps              | Rang            | Adversaire Temps | Rang          | Adversaire Temps                      | Rang   |
| ----------------------------------------- | ------- | ----------------------------- | --------------- | ---------------- | ------------- | ------------------------------------- | ------ |
| Chung Jae-won Kim Min-seok Lee Seung-hoon | Hommes  | Italie Victoire 3 min 41 s 89 | 6e              | Non qualifiés    | Non qualifiés | Finale C Canada Défaite 3 min 53 s 77 | 6e     |

### Patinage de vitesse sur piste courte (short-track)
| Athlète                                                               | Épreuve                  | Série             | Série       | Quart de Finale | Quart de Finale | Demi-finale       | Demi-finale | Finale Finale B | Finale Finale B                    |
| Athlète                                                               | Épreuve                  | Temps             | Rang        | Temps           | Rang            | Temps             | Rang        | Temps           | Rang                               |
| --------------------------------------------------------------------- | ------------------------ | ----------------- | ----------- | --------------- | --------------- | ----------------- | ----------- | --------------- | ---------------------------------- |
| Hwang Dae-heon                                                        | 500 m hommes             | 40 s 971          | 2e          | 40 s 636        | 2e              | Pénalité          | Pénalité    | Éliminé         | 10e                                |
| Lee June-seo                                                          | 500 m hommes             | Pénalité          | Pénalité    | Éliminé         | Éliminé         | Éliminé           | Éliminé     | Éliminé         | Éliminé                            |
| Hwang Dae-heon                                                        | 1 000 m hommes           | 1 min 23 s 042 OR | 1er         | 1 min 24 s 693  | 1er             | Pénalité          | Pénalité    | Éliminé         | 8e                                 |
| Lee June-seo                                                          | 1 000 m hommes           | 1 min 24 s 698    | 1er         | 1 min 23 s 682  | 1er             | Pénalité          | Pénalité    | Éliminé         | 9e                                 |
| Park Jang-hyuk                                                        | 1 000 m hommes           | 1 min 24 s 081    | 1er         | -               | 3e Repêché      | Forfait           | Forfait     | Éliminé         | 10e                                |
| Hwang Dae-heon                                                        | 1 500 m hommes           | Non disputé       | Non disputé | 2 min 14 s 910  | 1er             | 2 min 13 s 188    | 1er         | 2 min 9 s 219   | Médaille d'or, Jeux olympiques     |
| Lee June-seo                                                          | 1 500 m hommes           | Non disputé       | Non disputé | 2 min 18 s 630  | 1er             | 2 min 16 s 586    | 1er         | 2 min 9 s 622   | 5e                                 |
| Park Jang-hyuk                                                        | 1 500 m hommes           | Non disputé       | Non disputé | 2 min 12 s 116  | 3e              | 2 min 12 s 751    | 2e          | 2 min 10 s 176  | 7e                                 |
| Hwang Dae-heon Kim Dong-wook Kwak Yoon-gy Lee June-seo Park Jang-hyuk | Relais hommes 5 000 m    | Non disputé       | Non disputé | Non disputé     | Non disputé     | 6 min 37 s 879    | 1er         | 6 min 41 s 679  | Médaille d'argent, Jeux olympiques |
| Choi Min-jeong                                                        | 500 m femmes             | 42 s 853          | 1re         | 1 min 4 s 939   | 4e              | Éliminée          | Éliminée    | Éliminée        | 14e                                |
| Lee Yu-bin                                                            | 500 m femmes             | 43 s 141          | 4e          | Éliminée        | Éliminée        | Éliminée          | Éliminée    | Éliminée        | 26e                                |
| Choi Min-jeong                                                        | 1 000 m femmes           | 1 min 28 s 053    | 1re         | 1 min 28 s 722  | 2e              | 1 min 26 s 850    | 3e          | 1 min 28 s 443  | Médaille d'argent, Jeux olympiques |
| Kim Alang                                                             | 1 000 m femmes           | 1 min 28 s 680    | 3e          | Éliminée        | Éliminée        | Éliminée          | Éliminée    | Éliminée        | 22e                                |
| Lee Yu-bin                                                            | 1 000 m femmes           | 1 min 27 s 862    | 2e          | 1 min 29 s 120  | 1re             | 1 min 28 s 170    | 3e          | 1 min 29 s 739  | 6e                                 |
| Choi Min-jeong                                                        | 1 500 m femmes           | Non disputé       | Non disputé | 2 min 20 s 846  | 1re             | 2 min 16 s 831 OR | 1re         | 2 min 17 s 789  | Médaille d'or, Jeux olympiques     |
| Kim Alang                                                             | 1 500 m femmes           | Non disputé       | Non disputé | 2 min 32 s 879  | 1re             | 2 min 2 s 420     | 4e          | 2 min 45 s 707  | 13e                                |
| Lee Yu-bin                                                            | 1 500 m femmes           | Non disputé       | Non disputé | 2 min 17 s 851  | 2e              | 2 min 22 s 157    | 1re         | 2 min 18 s 825  | 6e                                 |
| Choi Min-jeong Kim Alang Lee Yu-bin Seo Whi-min                       | Relais femmes 3 000 m    | Non disputé       | Non disputé | Non disputé     | Non disputé     | 4 min 5 s 904     | 2e          | 4 min 3 s 627   | Médaille d'argent, Jeux olympiques |
| Choi Min-jeong Hwang Dae-heon Lee Yu-bin Park Jang-hyuk               | Relais mixte 4 × 2 000 m | Non disputé       | Non disputé | 2 min 48 s 308  | 3e              | Éliminés          | Éliminés    | Éliminés        | 9e                                 |

### Skeleton
| Athlètes      | Épreuve | Course 1     | Course 1 | Course 2     | Course 2 | Course 3     | Course 3 | Course 4     | Course 4 | Total        | Total |
| Athlètes      | Épreuve | Temps        | Rang     | Temps        | Rang     | Temps        | Rang     | Temps        | Rang     | Temps        | Rang  |
| ------------- | ------- | ------------ | -------- | ------------ | -------- | ------------ | -------- | ------------ | -------- | ------------ | ----- |
| Jung Seung-gi | Hommes  | 1 min 1 s 18 | 11e      | 1 min 1 s 04 | 10e      | 1 min 0 s 69 | 9e       | 1 min 0 s 83 | 9e       | 4 min 3 s 74 | 10e   |
| Yun Sung-bin  | Hommes  | 1 min 1 s 26 | 13e      | 1 min 1 s 17 | 13e      | 1 min 1 s 03 | 12e      | 1 min 0 s 63 | 7e       | 4 min 4 s 09 | 12e   |
| Kim Eun-ji    | Femmes  | 1 min 3 s 28 | 22e      | 1 min 3 s 68 | 23e      | 1 min 2 s 83 | 22e      | Éliminée     | Éliminée | 3 min 9 s 79 | 23e   |

### Ski acrobatique
| Athlète       | Épreuve | Qualification | Qualification | Qualification | Qualification | Finale   | Finale   | Finale   | Finale   | Finale   |
| Athlète       | Épreuve | Course 1      | Course 2      | Meilleur      | Rang          | Course 1 | Course 2 | Course 3 | Meilleur | Rang     |
| ------------- | ------- | ------------- | ------------- | ------------- | ------------- | -------- | -------- | -------- | -------- | -------- |
| Lee Seung-hun | Hommes  | 49,75         | 56,75         | 56,75         | 16e           | Éliminé  | Éliminé  | Éliminé  | Éliminé  | Éliminé  |
| Jang Yu-jin   | Femmes  | 3,75          | 4,25          | 4,25          | 20e           | Éliminée | Éliminée | Éliminée | Éliminée | Éliminée |
| Kim Da-eun    | Femmes  | 44,50         | 45,50         | 45,50         | 17e           | Éliminée | Éliminée | Éliminée | Éliminée | Éliminée |

### Ski alpin
| Athlète        | Épreuve      | 1re manche | 1re manche | 2e manche | 2e manche | Total         | Total   |
| Athlète        | Épreuve      | Temps      | Rang       | Temps     | Rang      | Temps         | Rang    |
| -------------- | ------------ | ---------- | ---------- | --------- | --------- | ------------- | ------- |
| Jung Dong-hyun | Slalom       | 56 s 85    | 29e        | 50 s 84   | 16e       | 1 min 47 s 69 | 21e     |
| Jung Dong-hyun | Slalom géant | Abandon    | Abandon    | Éliminé   | Éliminé   | Éliminé       | Éliminé |

| Athlète        | Épreuve      | 1re manche   | 1re manche | 2e manche    | 2e manche | Finale        | Finale   |
| Athlète        | Épreuve      | Temps        | Rang       | Temps        | Rang      | Temps         | Rang     |
| -------------- | ------------ | ------------ | ---------- | ------------ | --------- | ------------- | -------- |
| Gim So-hui     | Slalom       | 57 s 31      | 42e        | 56 s 80      | 39e       | 1 min 54 s 11 | 39e      |
| Kang Young-seo | Slalom       | Abandon      | Abandon    | Éliminée     | Éliminée  | Éliminée      | Éliminée |
| Gim So-hui     | Slalom géant | 1 min 4 s 12 | 38e        | 1 min 3 s 10 | 32e       | 2 min 7 s 22  | 33e      |
| Kang Young-seo | Slalom géant | Abandon      | Abandon    | Éliminée     | Éliminée  | Éliminée      | Éliminée |

### Ski de fond
| Athlète        | Épreuve                   | Classique         | Classique         | Libre             | Libre             | Total             | Total |
| Athlète        | Épreuve                   | Temps             | Rang              | Temps             | Rang              | Temps             | Rang  |
| -------------- | ------------------------- | ----------------- | ----------------- | ----------------- | ----------------- | ----------------- | ----- |
| Jeong Jong-won | Skiathlon (15 km + 15 km) | A concédé un tour | A concédé un tour | A concédé un tour | A concédé un tour | A concédé un tour | 66e   |
| Kim Min-woo    | Skiathlon (15 km + 15 km) | 46 s 24           | 61e               | A concédé un tour | A concédé un tour | A concédé un tour | 62e   |
| Jeong Jong-won | 15 km classique           | Non disputé       | Non disputé       | Non disputé       | Non disputé       | 46 min 34 s 6     | 82e   |
| Kim Min-woo    | 15 km classique           | Non disputé       | Non disputé       | Non disputé       | Non disputé       | 45 min 21 s 6     | 79e   |

| Athlète      | Épreuve                     | Classique     | Classique   | Libre        | Libre       | Total         | Total    |
| Athlète      | Épreuve                     | Temps         | Rang        | Temps        | Rang        | Temps         | Rang     |
| ------------ | --------------------------- | ------------- | ----------- | ------------ | ----------- | ------------- | -------- |
| Han Da-som   | Skiathlon (7,5 km + 7,5 km) | 29 min 52 s 3 | 63e         | Éliminée     | Éliminée    | Éliminée      | Éliminée |
| Lee Chae-won | Skiathlon (7,5 km + 7,5 km) | 28 min 1 s 6  | 61e         | 27 min 1 s 7 | 61e         | 55 min 52 s 6 | 61e      |
| Lee Chae-won | 10 km classique             | Non disputé   | Non disputé | Non disputé  | Non disputé | 34 min 45 s 5 | 75e      |
| Lee Eui-jin  | 10 km classique             | Non disputé   | Non disputé | Non disputé  | Non disputé | 34 min 7 s 9  | 72e      |

| Athlète                    | Épreuve            | Qualification | Qualification | Quart de finale | Quart de finale | Demi-finale    | Demi-finale | Finale    | Finale   |
| Athlète                    | Épreuve            | Temps         | Rang          | Temps           | Rang            | Temps          | Rang        | Temps     | Rang     |
| -------------------------- | ------------------ | ------------- | ------------- | --------------- | --------------- | -------------- | ----------- | --------- | -------- |
| Jeong Jong-won             | Individuel hommes  | 3 min 16 s 15 | 81e           | Éliminé         | Éliminé         | Éliminé        | Éliminé     | Éliminé   | Éliminé  |
| Kim Min-woo                | Individuel hommes  | 3 min 19 s 76 | 82e           | Éliminé         | Éliminé         | Éliminé        | Éliminé     | Éliminé   | Éliminé  |
| Jeong Jong-won Kim Min-woo | Par équipes hommes | Non disputé   | Non disputé   | Non disputé     | Non disputé     | 22 min 56 s 16 | 13e         | Éliminés  | 25e      |
| Lee Chae-won               | Individuel femmes  | Abandon       | Abandon       | Éliminée        | Éliminée        | Éliminée       | Éliminée    | Éliminée  | Éliminée |
| Lee Eui-jin                | Individuel femmes  | 3 min 52 s 05 | 77e           | Éliminée        | Éliminée        | Éliminée       | Éliminée    | Éliminée  | Éliminée |
| Han Da-som Lee Eui-jin     | Par équipes femmes | Non disputé   | Non disputé   | Non disputé     | Non disputé     | 26 min 55 s 52 | 11e         | Éliminées | 22e      |

### Snowboard
| Athlète     | Épreuve | Qualification | Qualification | Qualification | Qualification | Finale   | Finale   | Finale   | Finale   | Finale   |
| Athlète     | Épreuve | Course 1      | Course 2      | Meilleur      | Rang          | Course 1 | Course 2 | Course 3 | Meilleur | Rang     |
| ----------- | ------- | ------------- | ------------- | ------------- | ------------- | -------- | -------- | -------- | -------- | -------- |
| Lee Chae-un | Hommes, | 26,00         | 35,00         | 35,00         | 18e           | Éliminé  | Éliminé  | Éliminé  | Éliminé  | Éliminé  |
| Lee Na-yoon | Femmes, | 31,00         | 34,50         | 34,50         | 20e           | Éliminée | Éliminée | Éliminée | Éliminée | Éliminée |

| Athlète       | Épreuve | Qualification | Qualification | Huitième de finale | Quart de finale | Demi-finale | Finale     | Finale   |
| Athlète       | Épreuve | Temps         | Rang          | Adversaire         | Adversaire      | Adversaire  | Adversaire | Rang     |
| ------------- | ------- | ------------- | ------------- | ------------------ | --------------- | ----------- | ---------- | -------- |
| Kim Sang-kyum | Hommes  | 1 min 23 s 81 | 24e           | Éliminé            | Éliminé         | Éliminé     | Éliminé    | Éliminé  |
| Lee Sang-ho   | Hommes  | 1 min 20 s 54 | 1er           | Bagozza Victoire   | Wild Défaite    | Éliminé     | Éliminé    | 5e       |
| Jeong Hae-rim | Femmes  | 1 min 29 s 10 | 18e           | Éliminée           | Éliminée        | Éliminée    | Éliminée   | Éliminée |